# إيرول ليندن
إيرول ليندن (بالإنجليزية: Errol Linden)‏ هو لاعب كرة قدم أمريكية أمريكي، ولد في 21 أكتوبر 1937 في نيو أورلينز في الولايات المتحدة، وتوفي بنفس المكان في 12 مارس 1983.

## وصلات خارجية
- إيرول ليندن على موقع مرجع كرة القدم المحترفة.كوم (الإنجليزية)